# Zumbi dos Palmares
 (janvier 2017).
Si vous disposez d'ouvrages ou d'articles de référence ou si vous connaissez des sites web de qualité traitant du thème abordé ici, merci de compléter l'article en donnant les références utiles à sa vérifiabilité et en les liant à la section « Notes et références ».
Zumbi Dos Palmares, né en 1655 et  mort le 20 novembre 1695, fut l'un des chefs de guerre les plus importants du royaume autonome des Palmares, fondé au XVIIe siècle par des esclaves insurgés dans le Nord-Est du Brésil. Il fut l'époux de Dandara, avec qui il eut trois enfants.

## Jeunesse
Son histoire est mieux connue depuis que furent découverts à Muge au Portugal, dans les archives de la marquise de Cadaval, deux récits biographiques de 1696 et 1698 du prêtre qui recueillit Zumbi.
Il semblerait qu'il soit né aux alentours de 1655 dans l'état d'Alagoas. Vers 1662, alors qu'il est encore enfant, il est fait prisonnier par des soldats portugais aux frontières du territoire autonome, lors de l'expédition de Bras da Rocha Cardoso. Par une chance inouïe, il échappe à la mort, et est remis, à l'âge de quelques jours, au père Jésuite Antonio Melo, à Porto Calvo. Celui-ci le baptise et lui donne son nom chrétien : Francisco.
Il passe alors des années à aider le père Antonio à la messe et à apprendre le portugais et le latin. C'est aux alentours de 1670, ayant à peine quinze ans, qu'il s'enfuit et retourne au quilombo de Palmares.

## Le leader de Palmares
Dès 1675, âgé de vingt ans, il se révèle être un stratège et un chef militaire de qualité lors des luttes contre les soldats du sergent Manuel Lopes.
En 1678, Pedro de Almeida, gouverneur de la région du Pernambouc, propose aux insurgés de se rendre : en échange, le pardon leur sera accordé et ils pourront reprendre leurs travaux d'esclaves sans punition ni exécution. L'un des chefs de guerre, Ganga Zumba, accepte. Zumbi, qui ne peut tolérer une telle trahison, prend la tête de la résistance qui se met en place dès 1680. Selon certaines sources[Lesquelles ?], il aurait assassiné Ganga Zumba, pour avoir collaboré avec les Portugais.
Avec le soutien d'une forte poignée d'insurgés, Zumbi résiste vaillamment durant une quinzaine d'années. Il devient une icône, presque même un demi-dieu, pour son propre peuple, et certains affirment même qu'il était réellement un ; Il aurait été en partie humain et en partie habité par des esprits africains : les Orixas (d'après cette même légende, il y aurait un lien entre Zumbi et la divinité Ogun). C'est en 1694 que les commandants Domingos Jorge Velho et Bernardo Vieira de Melo (pt), appuyés d'une puissante artillerie, mènent un assaut destructeur sur les Palmares. Le 20 novembre 1695, trahi par les siens, il sera capturé par les Portugais qui lui trancheront la tête.

## Postérité

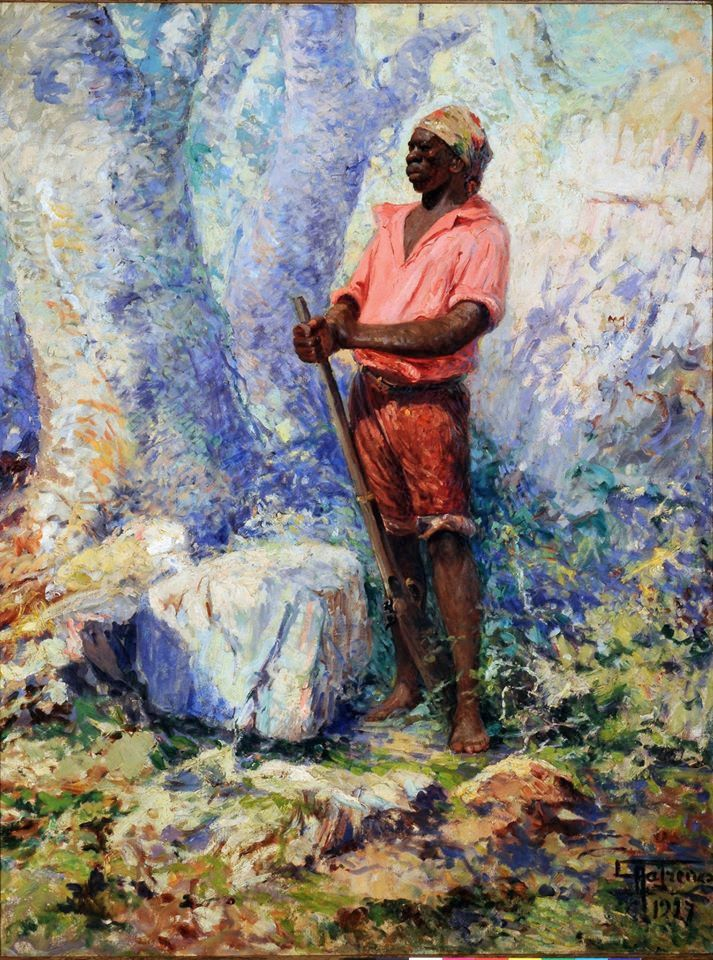
Zumbi dos Palmares.

Ce personnage reste une icône de la résistance anti-esclavagiste et anti-colonialiste, et un héros pour la communauté afro-brésilienne, le Brésil et l'Amérique latine en général. Le 20 novembre, anniversaire de sa mort, est considéré comme le jour de la conscience et de la résistance afro-brésilienne (consciência negra).
- Le film Quilombo (1985) du réalisateur brésilien Carlos Diegues dépeint la résistance de Palmares.
- Gilberto Gil a enregistré un album intitulé Z300 Anos de Zumbi.
- Le chanteur Jorge Ben Jor lui a consacré une chanson en 1976 'Zumbi'.
- Le groupe de heavy metal Soulfly a composé une chanson nommée Zumbi, mêlant metal et sonorités brésiliennes sur son premier album.
- Zumbi, roman de Jean-Paul Delfino, conte l'histoire de Semba, esclave qui rêve de sa liberté et qui va rejoindre le redoutable Zumbi.
- Rilès, un rappeur français, a publié en 2014 une chanson intitulée QUILOMBO[4] en l'honneur de Zumbi.
- Capoeira Brazil, groupe de capoeira, a choisi la couleur noire pour la corde du grade de maître, en référence à Zumbi dos Palmares